# Varaize
Varaize és un municipi francès situat al departament del Charente Marítim i a la regió de la Nova Aquitània. L'any 2007 tenia 580 habitants.

## Demografia

### Població
El 2007 la població de fet de Varaize era de 580 persones. Hi havia 252 famílies de les quals 84 eren unipersonals (48 homes vivint sols i 36 dones vivint soles), 80 parelles sense fills, 56 parelles amb fills i 32 famílies monoparentals amb fills.
La població ha evolucionat segons el següent gràfic:
Habitants censats

### Habitatges
El 2007 hi havia 316 habitatges, 253 eren l'habitatge principal de la família, 39 eren segones residències i 24 estaven desocupats. Tots els 314 habitatges eren cases. Dels 253 habitatges principals, 190 estaven ocupats pels seus propietaris, 55 estaven llogats i ocupats pels llogaters i 8 estaven cedits a títol gratuït; 1 tenia una cambra, 15 en tenien dues, 31 en tenien tres, 57 en tenien quatre i 149 en tenien cinc o més. 186 habitatges disposaven pel capbaix d'una plaça de pàrquing. A 118 habitatges hi havia un automòbil i a 115 n'hi havia dos o més.

### Piràmide de població
La piràmide de població per edats i sexe el 2009 era:
| Homes | Edats   | Dones |
| ----- | ------- | ----- |
| 0     | 95 o +  | 4     |
| 0     | 90 a 94 | 4     |
| 12    | 85 a 89 | 8     |
| 0     | 80 a 84 | 8     |
| 12    | 75 a 79 | 12    |
| 16    | 70 a 74 | 24    |
| 8     | 65 a 69 | 8     |
| 28    | 60 a 64 | 8     |
| 12    | 55 a 59 | 24    |
| 16    | 50 a 54 | 24    |
| 28    | 45 a 49 | 24    |
| 36    | 40 a 44 | 28    |
| 0     | 35 a 39 | 12    |
| 32    | 30 a 34 | 4     |
| 8     | 25 a 29 | 12    |
| 0     | 20 a 24 | 20    |
| 32    | 15 a 19 | 24    |
| 12    | 10 a 14 | 4     |
| 4     | 5 a 9   | 4     |
| 8     | 0 a 4   | 4     |

## Economia
El 2007 la població en edat de treballar era de 368 persones, 261 eren actives i 107 eren inactives. De les 261 persones actives 230 estaven ocupades (121 homes i 109 dones) i 31 estaven aturades (14 homes i 17 dones). De les 107 persones inactives 46 estaven jubilades, 19 estaven estudiant i 42 estaven classificades com a «altres inactius».

### Ingressos
El 2009 a Varaize hi havia 247 unitats fiscals que integraven 569,5 persones, la mediana anual d'ingressos fiscals per persona era de 15.820 €.

### Activitats econòmiques
Dels 16 establiments que hi havia el 2007, 1 era d'una empresa alimentària, 2 d'empreses de fabricació d'altres productes industrials, 2 d'empreses de construcció, 6 d'empreses de comerç i reparació d'automòbils, 4 d'entitats de l'administració pública i 1 d'una empresa classificada com a «altres activitats de serveis».
Dels 3 establiments de servei als particulars que hi havia el 2009, 1 era un taller de reparació d'automòbils i de material agrícola, 1 guixaire pintor i 1 lampisteria.
L'any 2000 a Varaize hi havia 25 explotacions agrícoles que ocupaven un total de 1.207 hectàrees.

## Equipaments sanitaris i escolars
El 2009 hi havia una escola elemental integrada dins d'un grup escolar amb les comunes properes formant una escola dispersa.

## Poblacions més properes
El següent diagrama mostra les poblacions més properes.